# Thomisus kiwuensis
Thomisus kiwuensis là một loài nhện trong họ Thomisidae.
Loài này thuộc chi Thomisus. Thomisus kiwuensis được Embrik Strand miêu tả năm 1913.